# Laborant EFZ Farbe und Lack
Laborant EFZ Farbe und Lack ist ein Berufsbild in der Schweiz. Die Ausbildung wurde im Jahr 2008 zum ersten Mal angeboten. Während zuvor die Mitarbeiter in der Lack- und Farbenindustrie aus anderen Fachbereichen stammten und umgeschult werden mussten, haben sie nun die Möglichkeit, sich das notwendige Wissen bereits im Verlauf der Lehre anzueignen. Die Unternehmen der Farben- und Lackindustrie bilden so ihre künftigen Mitarbeiter bedarfsgerecht aus und können gezielt Einfluss nehmen auf den benötigten Wissensstand.

## Ausbildung
Die Ausbildung zum Laborant EFZ Farbe und Lack dauert 3 Jahre und wird von ungefähr 20 Unternehmen angeboten. Neben den Fachrichtungen Chemie, Biologie und Textil ist die Fachrichtung Farbe und Lack ein Teil der Grundausbildung zum Laborant EFZ. Alle Fachrichtungen dieses Berufsfeldes unterliegen einer gemeinsamen Bildungsverordnung und einem gemeinsamen Bildungsplan.
Basierend auf dem Bildungsplan, werden an der Berufsschule folgende Fächer unterrichtet:
Grundlagenwissen (bei allen Fachrichtungen Laborant EFZ gleich):
| • Naturwissenschaftliche Grundlagen (Chemie, Biologie) | 200 Lektionen |
| • Mathematik 1 (einschliesslich Informatik)            | 120 Lektionen |
| • Labormethodik 1 (Physik, Labormethoden, Sicherheit)  | 80 Lektionen  |
| • Englisch (Grundkenntnisse)                           | 80 Lektionen  |
|                                                        | 480 Lektionen |

Fachspezifischer Unterricht (für die Fachrichtung Farbe und Lack):
| • Fachkenntnisse (Rohstoffkunde und Lackkunde)                      | 280 Lektionen |
| • Mathematik 2 (Fachrechnen)                                        | 80 Lektionen  |
| • Labormethodik 2 (Applikation und Prüfmethoden bei Beschichtungen) | 120 Lektionen |
| • Englisch (Fachenglisch)                                           | 120 Lektionen |
|                                                                     | 600 Lektionen |

Die praktische Anwendung wird bei der täglichen Arbeit in den Lehrbetrieben erlernt und durch überbetriebliche Kurse, die von der kantonalen Kurskommission und dem Verband der Schweizerischen Lack- und Farbenindustrie organisiert werden, weiter vertieft.
Die drei überbetrieblichen Kurse umfassen insgesamt 42 Tage:
- Überbetrieblicher Kurs 1: 19 Kurstage, Laborgrundlagen
- Überbetrieblicher Kurs 2: 15 Kurstage, fachspezifisch zu Farben und Lacke
- Überbetrieblicher Kurs 3: 8 Kurstage, Projektarbeit im Lehrbetrieb

## Beruf
Laboranten EFZ Farbe und Lack sind vor allem in Unternehmen in der Farben-, Lack- und Druckfarbenindustrie tätig. Dabei sind sie hauptsächlich in den folgenden Bereichen beschäftigt:
- Entwicklung: Formulierung und Verbesserung von Beschichtungsstoffen
- Analytik: Eigenschaften von Rohstoffen und Produkten analysieren und prüfen
- Qualitätskontrolle: Qualität der Beschichtungsstoffe kontrollieren und Fehler korrigieren
- Anwendungstechnik: Durchführung von realitätsnahen Versuchen und Praxistests

Lacklaboranten müssen die Eigenschaften der verschiedenen Komponenten für die Entwicklung und Verbesserung von Produkten kennen und auch die typischen Charaktere von unterschiedlichen Untergründen, wie z. B. Holz, Metall, Kunststoff, Mauerwerk und Papier, wissen und bei ihrer Arbeit berücksichtigen.

## Entwicklungsmöglichkeiten
Wer die Lehre als Laborant EFZ Fachrichtung Farbe und Lack erfolgreich absolviert hat, dem stehen verschiedene Aufstiegs- und Weiterbildungsoptionen offen. Dazu gehören:
- Höhere Fachprüfung als dipl. Naturwissenschaftlicher Labortechniker (HF)
- Weiterbildung zum Lacktechniker
- Studium an einer Fachhochschule als Chemieingenieur Farbe-Lack-Umwelt BSc FH
- Aufstieg in übergeordnete Funktionen (z. B. Laborleiter, Entwicklungsleiter)